# Вембо, София
София Вембо (греч. Σοφία Βέμπο), настоящее имя Эфи Бембу (греч. Έφη Μπέμπου; 1910, Гелиболу, Восточная Фракия — 11 марта 1978, Афины) — греческая певица и актриса, наиболее известная во время итало-греческой войны (1940—1941) исполнением патриотических песен, а впоследствии получила народное признание как «певица Победы».

## Биография
София Вембо родилась в Восточной Фракии в 1910 году. Во время греко-турецкого обмена населением её семья переехала в Царицани, что в номе Лариса, область Фессалия, а позже обосновалась в портовом городе Волос. Здесь София окончила школу.
Свою музыкальную карьеру София Вембо начала в Салониках. В 1933 году она дебютировала в Афинах в театре «Кентрикон», в который её принял Фотис Самартзис. София исполняла роль красивой цыганки в ревю «Попугай». Она обладала своеобразным контролем голоса, необычным для современной ей аудитории, но несмотря на это песни в её исполнении имели бешеный успех. Годом позже она создала первые записи романсов и подписала контракт со студией Columbia, с которой сотрудничала до конца своей жизни.
Вскоре София Вембо стала настоящей эстрадной и театральной звездой, записала ряд популярных песен. Она также снялась в фильме греческого производства «Η Προσφυγοπούλα» («Беженочка») в 1938 году. Она работала в афинских театрах, таких как «Идеал», «Акрополь», «Альгамбра», а также в «Гранд Трианон Кабаре» в Александрии (Египет).
Пика своей карьеры София Вембо достигла с началом  Второй мировой войны. Греция вступила в войну на стороне союзников в октябре 1940 года, а греческая армия успешно отражала нападение итальянских войск на северных границах страны. Вембо удалось подхватить настроение греческой нации в своих песнях и стать «Певицей Победы». Легендарную песню «Сыны Эллады»,  пели во время греко-итальянской войны 1940—1941 годов. Для этой песни была использована мелодия довоенной лирической песни "Зехра" (композитор — Михалис Суюл), а слова, по просьбе Софии Вембо, написал в самом начале войны Мимис Трайфорос.
Песни Софии Вембо превозносили мужество греческих солдат и высмеивали Муссолини и итальянских агрессоров, поддерживая моральный дух не только солдат, но и мирных жителей. Когда немцы оккупировали Грецию, Софии Вембо запретили выступать и даже появляться на улице в платке, повязанном традиционным для греческих крестьянок способом (именно в этом платке её воспринимали как "Певицу Победы"). Вскоре ей удалось бежать из страны, где её жизнь подвергалась опасности. Она поселилась в Бейруте, где оставалась до конца войны, хотя продолжала петь для союзных войск на Ближнем Востоке.
София Вембо вернулась в Грецию после окончания Второй мировой войны, когда страну охватила жестокая гражданская война. Вембо приняла участие в двух политических ревю и пела для Греческой национальной армии, которая участвовала в братоубийственной борьбе. Она также посетила США и Египет. София Вембо продолжала выступать в 1950-х годов, но в 1960-х её выступления стали всё реже, пока она полностью не прекратила сценические выступления в начале 1970-х годов.
В 1957 году Вембо вышла замуж за поэта-песенника Мимиса Трайфороса, с которым у неё уже был длительный роман. В ноябре 1973 года в ночь студенческих протестов против диктатуры черных полковников (в современной историографии известны как Восстание в Афинском Политехническом университете), Вембо в своем доме прятала нескольких молодых мужчин и женщин, спасавшихся от полиции.
София Вембо награждена Большим крестом Ордена Добродетели. Умерла от инсульта 11 марта 1978 года в Афинах. Похоронена на Первом афинском кладбище.